# 道の駅たるみず
道の駅たるみず（みちのえき たるみず）は、鹿児島県垂水市牛根麓にある国道220号の道の駅である。
全長60メートルの足湯（開駅当初は日本一の長さ）がある。

## 施設
- 駐車場
  - 普通車：105台
  - 大型車：11台
  - 身障者用：7台
- トイレ
  - 男：大 6器（3器）、小 8器（5器）
  - 女：11器（5器）
  - 身障者用：2器（1器）

※（）内は、24時間利用可能
- 公衆電話
- 公衆FAX
- 「湯っ足り館」
  - 日帰り入浴施設（13:00 - 21:00【最終受付20:00】）
  - 足湯（10:00 - 日没）
  - テイクアウトコーナー（10:00 - 18:00）
  - レストラン（11:00 - 15:00）
  - 物産館（9:00 - 19:00）

## 休館日
- 年中無休（レストランのみ年末年始、温泉施設のみ毎週水曜日【祝日の場合は営業】）

## アクセス
- 国道220号 - 登録路線

## 周辺
- 桜島
- 上野原縄文の森

## 温泉施設の一時休止
温泉施設「湯っ足り館」はラドン温泉であり温泉成分が付きやすいため、定期点検時には揚湯管を引き上げていた。しかし、2008年（平成20年）6月18日の定期点検時に揚湯管の引き上げができなくなり、約2か月間「湯っ足り館」の営業を休止することとなった（足湯は地下水を加熱することで対処）。試行錯誤の末同年8月6日に揚湯管の引き上げに成功、8月13日から温泉の営業を再開した。なお、営業休止のお詫びと日頃の感謝の意として8月20日まで入浴料を無料とした。